# Shailesh Jogia
Shailesh Jogia, connu sous le surnom de Joe, est un joueur de snooker de nationalité britannique et d'origine indienne. Il est né à Leicester (Angleterre) le 13 novembre 1975 et a vécu pour un temps à Letchworth Garden City (Hertfordshire) avant de retourner à Leicester.

## Carrière
Il a atteint quatre fois les seizièmes de finale d'un tournoi de classement, les deux premières fois étant lors du Grand Prix et de l’open de Grande-Bretagne 2004. Il a gagné l'open d'Angleterre amateur en 1998. Son plus grand break dans un tournoi classé est de 137 lors des qualifications de l'open mondial 2009 mais il a déjà réalisé le break maximum de 147 lors d'un tournoi pro-am.
Il a quitté le circuit professionnel après la saison 2007-2008. Lors de la saisan suivante, il remporte l'ordre du mérite des International Open Series ce qui lui permet de retrouver une place sur ce même circuit. Pour la première fois en six ans, il se qualifie pour les seizièmes de finale d'un tournoi de classement à l'Open mondial 2010. Il rencontre alors Liu Song et perd 3-1.
Jogia atteint pour la première fois le tableau final du championnat du Royaume-Uni en 2011 en battant Jamie Cope 6-3 dans le dernier tour des qualifications. Il rencontre alors le no 2 mondial, Mark Williams, et gagne deux manches à la suite pour égaliser à 4-4 mais perd finalement la partie 6-4.

## Palmarès
| Légende | Catégorie            | Titres | Finales |
|         | Tournois classés     | 0      | 0       |
|         | Tournois non classés | 0      | 1       |
|         | Tournois amateurs    | 2      | 0       |

### Titres
| Saison    | Nom du tournoi                             | Lieu      | Finaliste      | Score | Tableau |
| 1998      | Open d'Angleterre amateur                  |           |                |       |         |
| 2008-2009 | Séries internationales Pontins (épreuve 8) | Prestatyn | Ben Woollaston | 6-5   |         |

### Finales perdues
| Saison    | Nom du tournoi                   | Lieu      | Vainqueur      | Score | Tableau |
| 2009-2010 | Pro Challenge Series (épreuve 3) | Leicester | Robert Milkins | 3-5   |         |